# Die Waise von Lowood (1926)
Die Waise von Lowood ist ein deutscher Stummfilm von 1926 von Kurt Bernhardt nach dem Roman Jane Eyre von Charlotte Brontë. Die Haupt- bzw. Titelrolle der Jane Eyre spielt Evelyn Holt.

## Handlung
Die junge Jane Eyre verlässt das Waisenhaus, wo sie sich recht unglücklich gefühlt hat, um eine Stellung als Erzieherin bei Lord Rochester anzunehmen. Rasch findet sich Jane im hochherrschaftlichen Anwesen zurecht und freundet sich mit der kleinen Adele, ihrem Schützling, an. Zwischen ihr und ihrem Arbeitgeber Lord Rochester entspinnt sich eine Romanze, aber den schmucken, sehr viel älteren Herrn umgibt ein dunkles Geheimnis.
An beider Hochzeitstag erfährt Jane, dass die von ihrem Gatten in spe rechtskräftig geschiedene Ex-Ehefrau einst verrückt geworden ist und im Schloss versteckt gehalten wird. Noch am selben Tag kommt es zu einer Tragödie: die irre Lady erweist sich als Pyromanin und zündet den hochherrschaftlichen Landsitz an. Dabei stirbt sie den Flammentod.

## Produktionsnotizen
Die Waise von Lowood wurde im Herbst 1926 im Terra-Glashaus gedreht, passierte am 18. November 1926 die Zensur und wurde am 6. Dezember 1926 im Primus-Palast zu Berlin uraufgeführt. Der Film besaß eine Länge von 2396 Metern und war sieben Akte stark. Ein Jugendverbot wurde ausgesprochen. In Wien lief Die Waise von Lowood am 8. Juli 1927 an.
Für die während der Dreharbeiten 20 Jahre alt gewordene Evelyn Holt bedeutete Die Waise von Lowood der endgültige Durchbruch als Filmschauspielerin.
Die Filmbauten stammen von Carl Ludwig Kirmse, Viktor Skutezky war Aufnahmeleiter.

## Kritik
Wiens Neue Freie Presse berichtete angesichts der österreichischen Premiere in ihrer Ausgabe vom 15. Juli 1927: „Jane Eyre, der mit Rührung bewunderte Liebling einer verschollenen Epoche, und Lord Rochester, der interessante Held vormärzlicher Backfischträume, feiern, kühler Bibliotheksruhe entrückt, im Film das Fest romantischer Auferstehung. Und seltsam! So fern die Zeit uns scheint, die diesen literarischen Geschöpfen einst das Leben gab, so möglich wirken sie nun – modernisiert – im Bilderspiel. […] Dem Lord leiht Olaf Fönss seine mannhaft schöne Erscheinung, die modern ist und sich doch dabei irgendwie mit dem Vornehmheits- und Anmutsideal einer vergangenen Zeit berührt. Evelyn Holt spielt die Waise Jane mit mädchenhafter Zartheit, einfach und im Vertrauen auf die Ueberzeugungskraft ihres hübschen, kindlich rührenden Profils. Adele Sandrock schafft eine drollige Charge…“
Paimann’s Filmlisten resümierte: „Das Sujet ist, wenn es auch dem zum Vorwurfe dienenden Romane nicht ganz gerecht geworden, doch recht spannend und publikumswirksam, sehr gut die Darstellung und sauber die Photographie. Die Aufmachung ist im Interieur entsprechend, einige gestellte Außenaufnahmen mit Modellen nicht ganz gelungen.“